# Quod multum
Quod multum, en español "Lo que mucho [deseábamos]", es la vigésima encíclica de León XIII, de fecha 22  de agosto de 1886, en ella se dirige a los obispos de Hungría, con motivo del tercer centenario de la liberación de la ciudad de Buda de su ocupación por los turcos. En ella les indica algunos objetivos pastorales prioritarios.

## Contexto histórico
La ocasión de esta encíclica, tal como indica el papa en su incipit es la celebración del segundo centenario de la liberación de Buda el 2 de septiembre de 1686. La ciudad, capital de Hungría, había sido tomada por los turcos en 1541, por lo que la capital hubo de trasladarse a Bratislava (Eslovaquia). La liberación de Buda permitió que, un siglo después, en 1784, la capital volviese a Buda, que se había unido el año anterior con las ciudades de Óbuda y Pest para integrar Budapest.
Tras la muerte de Luis II de Hungría en la batalla de Mohács (1526), la corona de Hungría fue reclamada por los Habsburgo, pero el reino quedó desmembrado y ocupado en su mayor parte por el imperio otomano. Siendo finalmente recuperado por los Habsburgo, con la ayuda de la Liga Santa formada, bajo los auspicios del papa Inocencio XI, por el Sacro Imperio Germánico, Polonia y Venecia; concluyendo la reconquista de Hungría  con la victoria del sultán turco en Zenta (1697).
No obstante, en el momento en que el papa escribe esta encíclica, Hungría  aunque formando parte del imperio austro-húngaro, gozaba de una gran autonomía en la política interior; y es precisamente esta política la que configura el marco social y religioso en que se encuadra la exhortación del papa.

## Contenido de la encíclica
.Quod multum diuque optabamus, ut litteris Nostris opportune liceret affari Vos, quemadmodum Episcopos ex aliis gentibus nonnullis affati sumus, eo videlicet proposito ut vobiscum consilia Nostra de rebus communicaremus, quae ad prosperitatem christiani nominis salutemque Hungarorum pertinere viderentur; id Nobis est per hos ipsos dies optima opportunitate datum, cum liberatam duobus ante saeculis Budam memori laetitia Hungaria concelebret.
Desde hace tiempo teníamos un gran deseo de enviaros una carta, como las hemos dirigido a algunos obispos de otras naciones, con el propósito de compartir con vosotros nuestras orientaciones sobre asuntos que se relacionan con la prosperidad del nombre cristiano y a la seguridad de los húngaros; Tenemos ahora una oportunidad en estos días en que Hungría recuerda con alegría el segundo centenario de liberación Buda.

Continúa el papa destacando el significado de esa liberación de los húngaros que habían ocupado la ciudad durante siglo y medio; y recuerda como Inocencio XI, para dar gracias a Dios por ese hecho decretó que en toda la cristiandad el 2 de septiembre se celebrasen ritos solemnes en honor de San Esteban, el primer rey católico de Hungría. Refiere la encíclica, con cierta extensión, cómo desde el reinado de San Esteban, la historia de Hungría ha estado ligada a la Sede de Pedro, contando siempre con el favor de los papas.  

#### Peligros presentes para el Estado y para la Iglesia
También en estos momentos, considera el papa, la religión proporciona el verdadero remedio contra los efectos nocivos que supone el racionalismo y el naturalismo. 

En algunos lugares, para contrarrestar tan grande y perversa audacia, se ha decidido sabiamente aumentar la autoridad de los magistrados y la fuerza de las leyes. Sin embargo, para evitar las amenazas del socialismo, existe un medio excelente y muy eficaz, ante el que el temor al castigo será de poca disuasión; consiste en el hecho de que los ciudadanos estén profundamente apegados a la religión y que sus acciones estén marcadas por la devoción y el amor a la Iglesia. Porque este es el santísimo guardián de la religión, la madre y educadora de las costumbres inocentes y de todas las virtudes que brotan espontáneamente de la religión. Aquellos que siguen los preceptos del Evangelio con un espíritu religioso integral quedan automáticamente lejos de cualquier sombra de socialismo.

Tras recordar este mensaje, ya expuesto ampliamente en otras de sus encíclicas -especialmente en Diuturnum illud- la encíclica señala la necesidad que tiene la Iglesia de disponer de plena y total libertad para ejercer sus funciones; por esto ante una legislación que limitan esa libertad de acción, hay que procurar su abrogación y, mientras se mantengan corresponde a los obispos poner los medios para que perjudiquen lo menos posible a la salvación de los fieles. 

### Principales objetivos del cuidado pastoral de los obispos
A continuación el papa concreta a los obispos las principales cuestiones que han de tener en cuenta en el gobierno de sus diócesis:
- Recuerda que han de admitirse en la Iglesia  a todos aquellos que, en la edad madura para decidir, piden ser admitidos. Por lo tanto, si un sacerdote se ve obligado por la ley  a rechazarlo, tendrán que admitirlo al bautismo, aunque esto le supongo soportar la severidad de las leyes humanas, antes que provocar la ira de Dios.
- Han de poner los medios para que todos los fieles conozcan bien la doctrina católica sobre el  matrimonio, que por su propia naturaleza están sujetos solo al poder de la Iglesia; y por tanto la actitud con que deben obedecer las leyes que establecen el matrimonio civil; teniendo también en cuenta que no es lícito a un católico casarse con cristianos no católicos, salvo que la autoridad de la Iglesia lo autorice benévolamente en algún caso.
- Es preciso asegurar la educación cristiana de la juventud, una cuestión que exige especial cuidado cuando se fomentan las escuelas que llaman neutras, mixtas o laicas[b]. Ante esta situación

Ciertamente, dada la gravedad del asunto, debemos desear y querer que a la Iglesia se le permita desempeñar plenamente, en la educación pública de los niños, aquellas funciones que le han sido atribuidas por el cielo; tampoco podemos evitar exigir con insistencia que se dedique con celo a este fin. Mientras tanto, no dejéis de amonestar a los cabezas de familia, para que no toleren que sus hijos asistan a escuelas donde se teme que la fe cristiana esté en peligro. Procurad al mismo tiempo que abunden los colegios recomendables por la corrección de la institución y la probidad de los maestros, regidos por vuestra autoridad y por la vigilancia del Clero. Queremos que sea así no solo en las escuelas primarias, sino también en las de literatura y las disciplinas más avanzadas.

- También en los estudios universitarios la Iglesia debe desempeñar un papel y siguiendo la tradición de la Universidad de Budapest, fundada y dotada generosamente por el cardenal Pazmany,[c] deben mantenerse los institutos universitarios católicos, bajo la autoridad y administración de la Iglesia y de los obispos. Por otra parte, no tendría sentido que se negase a la Iglesia lo que se concede otras organizaciñones.

- Especial atención debe prestarse a la formación que se da en los seminarios a los candidatos al sacerdocio, en los que al estudio de las humanidades ha de añadirse el de las disciplinas sagradas y canónicas; además han de formarse en las virtudes sacerdotales.
- El cuidado que se presta a los seminaristas ha de extenderse a los sacerdotes, acompañándoles en su labor sacerdotal. En este sentido recomienda el papa que se viva la costumbre de hacer de vez en cuando unos días de retiro espiritual.
- Por último, el papa recuerda la necesidad de estar vigilantes ante las doctrinas erróneas que puedan intentar introducirse entre los fieles;

Por último, es necesaria una vigilancia asidua y valiente contra las asociaciones ilícitas cuya influencia debe ser comprendida de antemano y frustrada por todos los medios, especialmente aquellas que hemos señalado específicamente en otras encíclicas. Queremos que os ocupéis de esto con toda la mayor diligencia, ya que cuantas más sociedades de este tipo, cuanto más numerosas y ricas sean, más poder tendrán.

### Conclusión
Concluyen el papa exhortando a los obispos a seguir fielmente las orientaciones que contiene la encíclica, de modo que la igual que los húngaros triunfaron en Buda de los enemigos de la fe, y esto fue origen de fuerza y prestigio al imperio, esa misma proporcione prosperidad al pueblo. Unos frutos espirituales para los que se acude a la intercesión de la Madre de Dios, y a San Esteban, de cuyo patrocinio se beneficia Hungría.